# Vandellia
Vandellia (Ванделія) — рід риб з підродини Vandelliinae родини Trichomycteridae ряду сомоподібні. Має 3 види.

## Опис
Загальна довжина представників цього роду коливається від 5,9 до 17 см. Голова коротка, морда вузька, загострена. Очі невеличкі. У зубах є порожнини. Тулуб стрункий, черево потовщене. Спинний плавець невеличкий, розташований на хвостовому стеблі. Грудні плавці крихітні. Черевні плавці майже відсутні. Анальний плавець помірно широкий. Хвостовий плавець квадратний або з невеличкою виїмкою.
Особливістю є наявність малюнку, що складається зі смуг від спинного до хвостового плавця або з сірих спини та боків і білого черева.

## Спосіб життя
Це демерсальні риби. Полюють на здобич вдень або вночі. Ведуть паразитичний спосіб життя, паразитуючи на зябрах великих риб і живлячись їхньою кров'ю з кровоносних судин в зябрах. Вони не висмоктують кров,а кусають хазяїна,тоді як кров сама витікає. За допомогою колючих наростів, паразит фіксується на рибі.
Через 30-145 секунд паразит залишає тіло риби-хазяїна.
Місцеві вважають цю рибу небезпечною через розповсюдженність історій про паразитування цієї риби на людині, а саме, що вони запливають у пеніс, вагіну, чи анальний отвір. Насправді, зафіксованими і підтвердженими були лише рідкісні випадки заливання її у вагіну. 
На зябрових пелюстках ці соми розмножуються.

## Розповсюдження
Мешкають у басейнах річок Амазонка, Оріноко і Ессекібо. Також зустрічаються у прибережних річках Французької Гвіани, Суринаму та Гаяни.

## Види
- Vandellia beccarii
- Vandellia cirrhosa
- Vandellia sanguinea